# 앤드류 로젠버그
앤드루 로선버그(Andrew Rothenberg, 1969년 1월 26일 ~ )는 미국의 배우이다.
미국에서 태어났다.

## 출연 작품

### 영화
- 왓쳐 (2000)
- 세이브 더 라스트 댄스 (2001)
- 스트레인저 댄 픽션 (2006)
- 포커 하우스 (2008)
- 미드나이터스 (2017, Midnighters)

### 텔레비전
- 시티 레인져 (1999-2001)
- 프리즌 브레이크 (2006)
- 위즈 (2008)
- 트루 블러드 (2008)
- 고스트 앤 크라임 (2009)
- 워킹 데드 (2010-12) - 짐 역